# Ludovico IX di Baviera-Landshut
Ludovico IX di Wittelsbach (Burghausen, 23 febbraio 1417 – Landshut, 18 gennaio 1479) fu duca di Baviera-Landshut dal 1450.
Era figlio di Enrico XVI e di Margherita d'Austria.

## Biografia
Nel 1462 Ludovico sconfisse Alberto III Achille di Brandeburgo che aveva cercato di estendere la propria influenza in Franconia con la battaglia di Giengen. Sin da quando Ludovico invase le città imperiali di Dinkelsbühl e Donauwörth le contese all'Imperatore Federico III sin quando non venne firmata una pace a Praga nel 1463. Ludovico espulse dal proprio ducato tutti gli ebrei che rifiutarono il battesimo cristiano.
Nel 1472 Ludovico fondò L'Università Ludovico-Massimiliana di Ingolstadt, che venne spostata a Landshut nel 1800 ed infine a Monaco.
Il matrimonio di uno dei suoi figli, Giorgio, con la principessa polacca Jadwiga Jagellona nel 1475 venne celebrato a Landshut con uno dei più splendidi banchetti ricordati dal Medioevo.

## Matrimonio e successioni
Nel 1452 Ludovico sposò la Principessa Amalia di Sassonia, figlia dell'Elettore Federico II di Sassonia. Da questo matrimonio nacquero i seguenti figli che raggiunsero l'età adulta:
- Giorgio (1455-1503);
- Margherita (1456-1501), sposò Filippo del Palatinato.

## Ascendenza
|                                          |                                 |                                          | Genitori                                                 |  |  | Nonni |  |  | Bisnonni                                |  |  | Trisnonni                              |  |
|                                          |                                 |                                          |                                                          |  |  |       |  |  | 8. Stefano II, duca di Baviera-Landshut |  |  | 16. Ludovico IV, imperatore dei Romani |  |
|                                          |                                 |                                          |                                                          |  |  |       |  |  | 8. Stefano II, duca di Baviera-Landshut |  |  | 16. Ludovico IV, imperatore dei Romani |  |
|                                          |                                 | 17. Beatrice di Świdnica                 |                                                          |  |  |       |  |  | 8. Stefano II, duca di Baviera-Landshut |  |  |                                        |  |
| 4. Federico, duca di Baviera-Landshut    |                                 |                                          |                                                          |  |  |       |  |  | 8. Stefano II, duca di Baviera-Landshut |  |  |                                        |  |
|                                          |                                 | 9. Isabella di Sicilia                   | 18. Federico III, re di Sicilia                          |  |  |       |  |  |                                         |  |  |                                        |  |
|                                          |                                 | 9. Isabella di Sicilia                   | 18. Federico III, re di Sicilia                          |  |  |       |  |  |                                         |  |  |                                        |  |
|                                          |                                 | 9. Isabella di Sicilia                   | 19. Eleonora di Napoli                                   |  |  |       |  |  |                                         |  |  |                                        |  |
| 2. Enrico XVI, duca di Baviera-Landshut  |                                 | 9. Isabella di Sicilia                   |                                                          |  |  |       |  |  |                                         |  |  |                                        |  |
|                                          |                                 | 10. Bernabò Visconti, signore di Milano  | 20. Stefano Visconti, signore di Arona                   |  |  |       |  |  |                                         |  |  |                                        |  |
|                                          |                                 | 10. Bernabò Visconti, signore di Milano  | 20. Stefano Visconti, signore di Arona                   |  |  |       |  |  |                                         |  |  |                                        |  |
|                                          |                                 | 10. Bernabò Visconti, signore di Milano  | 21. Valentina Doria                                      |  |  |       |  |  |                                         |  |  |                                        |  |
| 5. Maddalena Visconti                    |                                 | 10. Bernabò Visconti, signore di Milano  |                                                          |  |  |       |  |  |                                         |  |  |                                        |  |
|                                          |                                 | 11. Regina della Scala                   | 22. Mastino II della Scala, signore di Verona            |  |  |       |  |  |                                         |  |  |                                        |  |
|                                          |                                 | 11. Regina della Scala                   | 22. Mastino II della Scala, signore di Verona            |  |  |       |  |  |                                         |  |  |                                        |  |
|                                          |                                 | 11. Regina della Scala                   | 23. Taddea da Carrara                                    |  |  |       |  |  |                                         |  |  |                                        |  |
| 1. Ludovico IX, duca di Baviera-Landshut |                                 | 11. Regina della Scala                   |                                                          |  |  |       |  |  |                                         |  |  |                                        |  |
|                                          | 12. Alberto III, duca d'Austria | 24. Alberto II, duca d'Austria           |                                                          |  |  |       |  |  |                                         |  |  |                                        |  |
|                                          | 12. Alberto III, duca d'Austria | 24. Alberto II, duca d'Austria           |                                                          |  |  |       |  |  |                                         |  |  |                                        |  |
|                                          | 12. Alberto III, duca d'Austria | 25. Giovanna, contessa di Pfirt          |                                                          |  |  |       |  |  |                                         |  |  |                                        |  |
| 6. Alberto IV, duca d'Austria            | 12. Alberto III, duca d'Austria |                                          |                                                          |  |  |       |  |  |                                         |  |  |                                        |  |
|                                          |                                 | 13. Beatrice di Norimberga               | 26. Federico V, burgravio di Norimberga                  |  |  |       |  |  |                                         |  |  |                                        |  |
|                                          |                                 | 13. Beatrice di Norimberga               | 26. Federico V, burgravio di Norimberga                  |  |  |       |  |  |                                         |  |  |                                        |  |
|                                          |                                 | 13. Beatrice di Norimberga               | 27. Elisabetta di Meißen                                 |  |  |       |  |  |                                         |  |  |                                        |  |
| 3. Margherita d'Austria                  |                                 | 13. Beatrice di Norimberga               |                                                          |  |  |       |  |  |                                         |  |  |                                        |  |
|                                          |                                 | 14. Alberto I, duca di Baviera-Straubing | 28. Ludovico IV, imperatore dei Romani (= 16)            |  |  |       |  |  |                                         |  |  |                                        |  |
|                                          |                                 | 14. Alberto I, duca di Baviera-Straubing | 28. Ludovico IV, imperatore dei Romani (= 16)            |  |  |       |  |  |                                         |  |  |                                        |  |
|                                          |                                 | 14. Alberto I, duca di Baviera-Straubing | 29. Margherita II, contessa di Hainaut, Olanda e Zelanda |  |  |       |  |  |                                         |  |  |                                        |  |
| 7. Giovanna di Baviera-Straubing         |                                 | 14. Alberto I, duca di Baviera-Straubing |                                                          |  |  |       |  |  |                                         |  |  |                                        |  |
|                                          |                                 | 15. Margherita di Brieg                  | 30. Ludovico I, duca di Legnica e Brieg                  |  |  |       |  |  |                                         |  |  |                                        |  |
|                                          |                                 | 15. Margherita di Brieg                  | 30. Ludovico I, duca di Legnica e Brieg                  |  |  |       |  |  |                                         |  |  |                                        |  |
|                                          |                                 | 15. Margherita di Brieg                  | 31. Agnese di Żagań                                      |  |  |       |  |  |                                         |  |  |                                        |  |
|                                          |                                 | 15. Margherita di Brieg                  |                                                          |  |  |       |  |  |                                         |  |  |                                        |  |